# جنگل‌بانان
جنگل‌بانان (نام علمی: Zygaenidae) نام یک تیره از بالاخانواده جنگل‌بان‌واران است. زیست بیشتر گونه‌های آن مناطق استوانه‌ای است، هرچند برخی گونه‌ها در مناطق معتدل نیز زندگی می‌کنند.